# Codonocarpus attenuatus
Codonocarpus attenuatus är en tvåhjärtbladig växtart som först beskrevs av William Jackson Hooker, och fick sitt nu gällande namn av H. Walter. Codonocarpus attenuatus ingår i släktet Codonocarpus, och familjen Gyrostemonaceae. Inga underarter finns listade i Catalogue of Life.